# موضوعات
فیلم موضوعات با نام اصلی Threads (1984 film) یک فیلم تلویزیونی درام جنگی و آخرالزمانی محصول مشترک بریتانیا و استرالیا است که در سال ۱۹۸۴ به کارگردانی و تهیه‌کنندگی میک جکسون و با فیلمنامه‌ای از بری هاینز ساخته شده است.
این فیلم، روایتی تکان‌دهنده از پیامدهای احتمالی جنگ هسته‌ای در بریتانیا ارائه می‌دهد؛ از جمله تأثیرات پزشکی، اقتصادی، اجتماعی و زیست‌محیطی آن. داستان فیلم زندگی دو خانواده در شهر شفیلد را دنبال می‌کند، در حالی که تنش بین ایالات متحده و اتحاد جماهیر شوروی به جنگ کشیده می‌شود و در نهایت به تبادل گستردهٔ تسلیحات هسته‌ای میان ناتو و پیمان ورشو منجر می‌گردد.
این فیلم محصولی مشترک از بی‌بی‌سی (BBC)، شبکه ناین (Nine Network) و شرکت وسترن‌ورلد تلویزیون (Western-World Television Inc.) است و با بودجه‌ای معادل ۴۰۰٬۰۰۰ پوند (برابر با حدود ۱٬۲۹۰٬۶۱۱ پوند در سال ۲۰۲۳) ساخته شد.
این اثر نخستین فیلمی بود که پدیدهٔ زمستان هسته‌ای را به تصویر کشید و از آن به‌عنوان فیلمی یاد شده که «بیش از هر اثر دیگری، وحشت کامل جنگ هسته‌ای و پیامدهای آن، و همچنین تأثیر فاجعه‌بار آن بر فرهنگ انسانی» را به نمایش می‌گذارد.
این فیلم با آثار مشهوری چون بازی جنگ (The War Game) محصول ۱۹۶۶ و فردای آن روز (The Day After) محصول ۱۹۸۳ مقایسه شده است.
در سال ۱۹۸۵، برای هفت جایزهٔ بفتا (BAFTA) نامزد شد و در نهایت موفق به دریافت جوایز بهترین درام تک‌قسمتی، بهترین طراحی صحنه، بهترین تصویربرداری فیلم و بهترین تدوین فیلم گردید.

## طرح فیلم
در شهر شفیلد انگلستان، دو جوان به نام‌های روث بکت و جیمی کمپ پس از آگاهی از بارداری ناخواستهٔ روث، تصمیم به ازدواج می‌گیرند. هم‌زمان، یک بحران بین‌المللی شکل می‌گیرد؛ اتحاد جماهیر شوروی در واکنش به کودتایی با حمایت آمریکا، به شمال ایران حمله می‌کند. اوضاع به‌سرعت بحرانی‌تر می‌شود، زمانی که ناو آمریکایی یواس‌اس کیتی‌هاک غرق می‌شود و نیروهای آمریکایی برای دفاع از منابع نفتی به غربِ ایران ـ که هنوز اشغال نشده ـ اعزام می‌شوند.
زندگی روزمره در شفیلد ادامه دارد، در حالی که فرصت ضرب‌الاجل آمریکا برای خروج مشترک از ایران به پایان می‌رسد. پس از یک تبادل محدود هسته‌ای در مشهد، بحران به اوج خود رسیده و درگیری نظامی تمام‌عیاری میان دو ابرقدرت آغاز می‌شود. انتشار خبر آغاز جنگ، باعث ایجاد وحشت عمومی، هجوم برای خرید کالا و غارت فروشگاه‌ها در بریتانیا می‌شود و در نتیجه، دولت وضعیت اضطراری اعلام کرده و اختیارات ویژه دفاع غیرنظامی را فعال می‌کند. مسئولان شورای شهر شفیلد، مانند بسیاری دیگر در سراسر کشور، به پناهگاه‌هایی موقتی در زیرزمین‌ها پناه می‌برند تا در صورت نابودی دولت مرکزی، اداره مناطق را بر عهده بگیرند؛ بسیاری از آن‌ها ناچارند خانواده‌های خود را پشت سر بگذارند. در حالی که بریتانیا برای احتمال وقوع جنگ هسته‌ای آماده می‌شود، جامعه طی دو روز دچار بی‌ثباتی فزاینده می‌شود و اعتراضات ضدجنگ با خشونت سرکوب می‌گردد. خانوادهٔ روث قصد دارند از زیرزمین خانه‌شان به‌عنوان پناهگاه استفاده کنند و خانوادهٔ جیمی نیز پناهگاهی موقتی از تشک و در می‌سازند.
اوایل صبح، شوروی‌ها در سه مرحله حمله‌ای هسته‌ای را آغاز می‌کنند: ابتدا ارتباطات در سراسر بریتانیا و شمال‌غرب اروپا را مختل می‌سازند، سپس اهداف نظامی ناتو را مورد حمله قرار می‌دهند. در نهایت، شوروی‌ها مراکز اقتصادی و صنعتی، از جمله شفیلد، را هدف قرار می‌دهند. جیمی در یک سایت ساختمانی همراه با دوستش باب مشغول کار است که آژیرهای دفاع غیرنظامی به صدا درمی‌آیند. در حالی که باب زیر یک خودرو پناه می‌گیرد، جیمی تلاش می‌کند خودش را به روث برساند، اما دیگر هرگز دیده نمی‌شود. این حمله باعث ویرانی گسترده‌ای در سراسر بریتانیا می‌شود و ده‌ها میلیون نفر را می‌کشد یا زخمی می‌کند. از جمله، برادر جیمی، مایکل، که در همان آتش‌سوزی اولیه کشته می‌شود؛ مادرش به‌شدت دچار سوختگی می‌شود و پدرش نیز به مسمومیت ناشی از تشعشعات دچار می‌گردد.
روث و خانواده‌اش در پناهگاه زیرزمینی‌شان وضعیت بهتری دارند، هرچند مادربزرگ روث به‌زودی بیمار می‌شود. با شکست تلاش‌های شورای شفیلد برای حفظ نظم، آن‌ها به‌تدریج در پناهگاه‌شان که زیر آوار تالار شهر شفیلد مدفون شده، دچار خفگی می‌شوند. پس از مرگ مادربزرگ، روث از پناهگاه فرار می‌کند و درمی‌یابد که جامعه در طی نه روز کاملاً فروپاشیده است. برای جلوگیری از گسترش آلودگی هسته‌ای، عملیات امداد و مهار آتش‌ها متوقف شده‌اند؛ اقتدار محلی از بین رفته، حکومت نظامی برقرار شده و بازماندگان مجبورند برای بقا خودشان دست به کار شوند. روث به خانهٔ جیمی می‌رود اما فقط جسد مادر او را می‌یابد. او کتاب پرنده‌شناسی جیمی را برمی‌دارد و به بیمارستان محلی می‌رود تا جیمی را پیدا کند، اما بیمارستان امکانات کافی ندارد و با صدها غیرنظامی زخمی پر شده است. وقتی روث به خانه بازمی‌گردد، متوجه می‌شود والدینش توسط غارتگران کشته شده‌اند. با کمیاب شدن غذا به دلیل غارت و آتش‌سوزی، روث به سمت غرب، به حومهٔ اطراف باکستون می‌رود. خیلی زود غذا تنها شکل قابل‌قبولِ مبادله می‌شود — در ازای کار داده می‌شود و به‌عنوان تنبیه دریغ می‌گردد. زمستان هسته‌ای باعث می‌شود نور خورشید به زمین نرسد، برداشت محصول به‌شدت کاهش یابد و گرسنگی گسترده‌ای پدید آید.
روث برای مدتی کوتاه دوباره با باب ملاقات می‌کند، زمانی که هر دو به باکستون می‌رسند؛ جایی که مقامات محلی تلاش می‌کنند ساکنان را قانع کنند تا پناه‌جویان را در خانه‌هایشان بپذیرند، اما این تلاش‌ها بی‌نتیجه می‌ماند. مدتی بعد، روث به تنهایی و در یک طویلهٔ متروکه فرزند دخترش را به دنیا می‌آورد، در حالی که سگی زنجیرشده در نزدیکی با زوزه‌های بلند او را همراهی می‌کند. یک سال بعد، میزان نور خورشید تقریباً به حالت عادی بازگشته، اما آسیب به لایهٔ اُزُن باعث شده تابش اشعهٔ فرابنفش افزایش یابد و در نتیجه خطر ابتلا به آب‌مروارید و سرطان پوست بیشتر شود.
ده سال بعد، جمعیت باقی‌مانده بریتانیا به سطحی در حدود ۴ تا ۱۱ میلیون نفر کاهش یافته — میزانی شبیه به دوران قرون وسطی — و کشور همچنان در ویرانی کامل به سر می‌برد. روث و دخترش جین همراه با دیگر بازماندگان در مزارع کار می‌کنند و محصولات کشاورزی را با دست کِشت می‌کنند. به دلیل نبود آموزش رسمی، تأثیر تشعشعات بر جنین، و سکوت انتخابی بسیاری از بزرگ‌سالان بازمانده، بسیاری از کودکانی که پس از جنگ به دنیا آمده‌اند — از جمله جین — به زبانی با ساختارهای نادرست و غیرمعیار صحبت می‌کنند. روث در رختخواب، در حالی‌که دچار پیری زودرس و نابینایی ناشی از آب‌مروارید شده، جان می‌سپارد. تنها بازماندهٔ او دخترش جین است که هنگام مرگ بالای سر او ایستاده. جین بدون هیچ واکنش عاطفی خاصی به مرگ مادرش، وسایل باقی‌ماندهٔ او را برمی‌دارد و تنها چیزی را که جا می‌گذارد، کتاب پرنده‌شناسی جیمی است که روث تا آخر عمر با خود نگه داشته بود.
سه سال پس از مرگ روث، صنعت به‌تدریج بازمی‌گردد؛ این بازسازی با استفاده از برق تولیدشده از نیروی بخار انجام می‌شود. با این حال، جمعیت همچنان در فقر و فلاکت زندگی می‌کند. جین و دو پسر هنگام دزدی غذا دستگیر می‌شوند. یکی از پسرها هدف گلوله قرار گرفته و کشته می‌شود، در حالی‌که جین و پسر دیگر برای به‌دست آوردن غذا با یکدیگر درگیر می‌شوند؛ این درگیری به رابطه‌ای جنسی فرو می‌کاهد. چند ماه بعد، جین در یک بیمارستان موقت زایمان می‌کند. پرستار نوزاد بی‌صدا را در پارچه‌ای خون‌آلود می‌پیچد و به جین می‌دهد؛ جین در حالی‌که نوزاد را در آغوش گرفته، با وحشت به آن می‌نگرد.

## بازیگران
- پل وان در نقش راوی
- کارن میگر در نقش روث بکِت
- ریس دینزدِیل در نقش جیمی کِمْپ
- دیوید بریرلی در نقش بیل کِمْپ
- ریتا می در نقش خانم کِمْپ، با دورتی فورد به‌عنوان بدل او
- نیکلاس لین در نقش مایکل کِمْپ
- جین هزلگروو در نقش آلیسون کِمْپ
- هنری موکسون در نقش گوردون بکِت
- جون بروتون در نقش خانم بکِت
- سیلویا استوکر در نقش مادربزرگ بکِت
- هری بیتی در نقش کلایو ساتن (فرمانده)
- روث هولدن در نقش مارجوری ساتن
- اشلی بارکر در نقش باب
- مایکل اوهیگن در نقش آلن هرست، رئیس پلیس ارشد
- فیل رز در نقش دکتر کارلتون، افسر پزشکی
- استیو هالیول در نقش افسر اطلاعات
- فیل اسکم در نقش آقای استاتارد
- آنا سیمور در نقش خانم استاتارد
- فیونا روک در نقش کارول استاتارد
- جو هولمز در نقش جورج لنگلی
- ویکتوریا اوکیف در نقش جِین
- لی دیلی در نقش اسپایک
- مارکوس لاند در نقش گَز
- لزلی جاد و کالین وارد-لوئیس در نقش گویندگان اخبار
- آن سلورز در نقش زن وحشت‌زده
- مایکل بی‌کرفت در نقش افسر راهنمایی بانداژشده